# Fraates II Camsaracano
Fraates II (em latim: Phraātēs; em grego: Φραάτης; romaniz.: Phraátēs; em armênio: Հրահատ; romaniz.: Hrahat) foi um nobre armênio (nacarar) do século V, membro da família Camsaracano. Esteve ativo na revolta de Vaanes I contra a autoridade do Império Sassânida na Armênia. Torna-se cativo dos persas, mas foi libertado por seu irmão Narses II.

## Nome
Fraates (Φραάτης, Phraátēs; Phraātēs), Afraates (Aφραάτης, Aphraátēs; Aphraātēs) ou Fraoates (Φραõάτης, Phraoátēs) são as formas grega e latinas do parta Fraate (𐭐𐭓𐭇𐭕, Frahāt), que derivou do iraniano antigo Fraata (*Frahāta-), "adquirido". Foi registrado em siríaco como Afraate (em siríaco: ܐܦܪܗܛ, Ap̄rahaṭ), armênio como Raate (Հրահատ, Hrahat) e em persa novo como Afraate (فرهاد, Afrahāt) e Farade (فرهاد, Farhād).

## Contexto

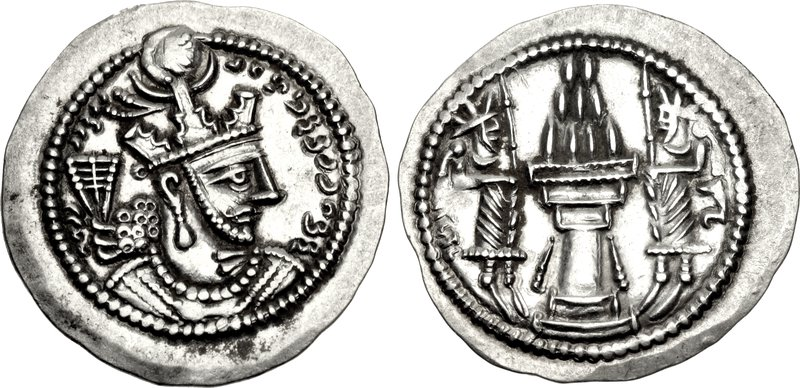
Dracma de r.

Após 387, o Reino da Armênia foi dividido em duas zonas de influência, a bizantina e a persa. Além disso, em 428, o último rei arsácida, Artaxias IV (r. 423-428), foi deposto pelo xainxá Vararanes V (r. 420–438) a pedido dos nacarares, inaugurando o Marzobanato da Armênia. Muito rapidamente, os armênios desiludiram: em 449, Isdigerdes II (r. 438–457) ordenou que eles apostatassem e se convertessem ao zoroastrismo. Sob a liderança de Vardanes II, se revoltaram, mas foram derrotados em junho (ou 26 de maio) de 451 na Batalha de Avarair; a maioria dos nacarares que participaram da revolta foram então deportados à capital persa de Ctesifonte. Após Avarair, os armênios foram constantemente chamados pelos persas para expedições militares distantes e foram obrigados a aceitar o crescente poder dos apóstatas. No contexto, receberam bem o apelo da revolta de Vactangue I (r. 447–522), que sublevou contra os persas.

## Vida

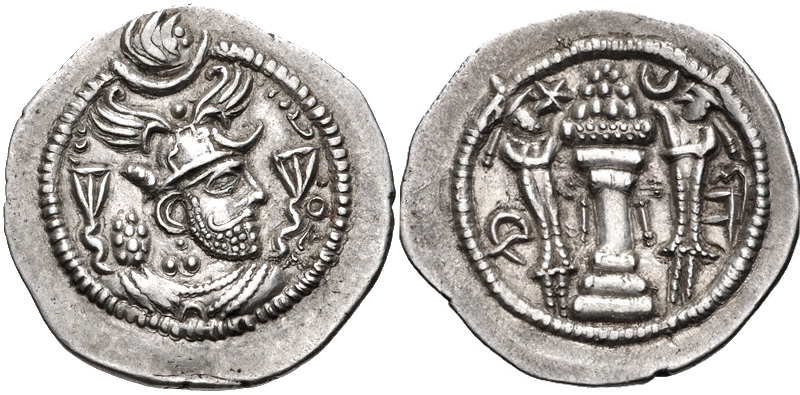
Dracma de r.

Fraates era filho de Arsabero II e irmão de Narses II e Isaque I. Aparece em 481, quando participou com seus irmãos na revolta contra o Império Sassânida liderada por Vaanes I na Armênia. Nesse ano, participou na Batalha de Acorri, que opôs um contingente de 400 revoltosos contra um exército de sete mil soldados liderados pelo marzobã Adar Gusnaspe (465–481), onde desferiu o golpe de lança que matou o primeiro iraniano a avançar contra eles. Em 482, participou da Batalha de Aquesga que opôs o pequeno contingente de liderado por Vaanes e seus aliados contra um grande exército liderado pelo general Sapor Mirranes.
Quando os armênios foram derrotados, tentou fugir a cavalo, mas caiu e foi capturado. Apesar do tratamento hostil que recebeu, permaneceu firme a respeito de sua posição junto aos rebeldes. Quando Mirranes foi reconvocado à corte imperial de Ctesifonte, foi levado como cativo, mas foi libertado por seu irmão Narses, que estava desolado por seu cativeiro. Depois, Zarmir, o Azarapates capturou as esposas de Narses e Afraates e levou-as para seu campo como cativas. Sapor Mirranes enviou-lhes mensagem solicitando que desistissem da rebelião, mas se recusaram em reafirmação do propósito de sua revolta.